# Pas Caprivi
Pas Caprivi, w nowszych publikacjach również Pas Capriviego lub Cypel Capriviego (ang. Caprivi Strip, niem. Caprivizipfel) –  terytorium Namibii o powierzchni około 18 tys. km², włączone do regionów: Zambezi i Okawango Wschodnie; terytorium to stanowi wąski pas o długości 450 km i szerokości 30 km, ciągnący się  na wschód od północnej granicy reszty kraju, aż do brzegu rzeki Zambezi, będąc otoczone czterema sąsiadującymi krajami (Angola, Zambia, Botswana, Zimbabwe). Ten region wziął nazwę od nazwiska niemieckiego kanclerza Leo von Capriviego.

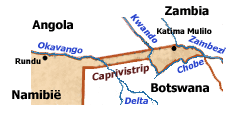

## Geografia
Pas Caprivi, ze względu na swój bardzo wydłużony kształt, nie stanowi regionu geograficznego: jest to terytorium, którego granice zostały ustalone z powodów politycznych. Z administracyjnego punktu widzenia terytorium leży między regionami Caprivi na wschodzie i Okavango na zachodzie i graniczy z Angolą i Zambią na północy i Botswaną na południu, natomiast najbardziej wysunięty na wschód punkt u zbiegu rzek znajduje się tuż przed najbardziej wysuniętym na zachód wierzchołkiem Zimbabwe. Głównym ośrodkiem jest miasto Katima Mulilo.

## Historia
Pas Caprivi powstał w wyniku traktatu Helgoland-Zanzibar, który został podpisany 1 lipca 1890 przez Cesarstwo Niemieckie i Imperium Brytyjskie, gdy niemieckim kanclerzem był Leo von Caprivi (następca Bismarcka na tym stanowisku). Na mocy tej umowy Niemcy uzyskały dostęp do rzeki Zambezi i jeziora Livingstone dla swojej kolonii w Afryce południowo-zachodniej (Deutsch-Südwestafrika). Wcześniej ten teren należał do brytyjskiej kolonii Beczuana, dziś Botswana.
Począwszy od 1972 r. Pas Caprivi został włączony do bantustanu Kavangoland, a w 1990 r. został podzielony między dwa regiony. W drugiej połowie lat 90. region był powodem konfliktu między separatystami Armii Wyzwolenia Caprivi a rządem Namibii. Obszar na południowej granicy Pasa Caprivi wiele lat stanowił teren sporu terytorialnego między Namibią a Botswaną. Oba państwa domagały się zwierzchnictwa nad wyspą Kasikili (Seddudu) na rzece Kuando, największego z zachodnich dopływów Zambezi. 13 grudnia 1999 r. Międzynarodowy Trybunał Sprawiedliwości orzekł, że główny nurt rzeki Kuando, który wyznacza dno doliny, znajduje się na północ od wyspy i przyznał Botswanie suwerenność nad wyspą.